# Children of the Sun
A Children Of The Sun (magyarul: A Nap gyermekei) a The Sallyangie folkegyüttes 1968-as, egyetlen nagylemeze. A zenekart egy angol testvérpár, Sally Oldfield és Mike Oldfield alkotta. A dalokat Sally Oldfield és Mike Oldfield írta. A lemez 2002-ben dupla CD-n is megjelent, több kiadatlan vagy csak kislemezen megjelent számmal, valamint néhány korai Mike Oldfield-gitárkompozícióval kiegészítve.

## Az album dalai
| 1.  | Strangers                               | 1:32 |
| 2.  | Lady Mary                               | 3:41 |
| 3.  | Children of the Sun                     | 4:56 |
| 4.  | A Lover for All Seasons                 | 3:42 |
| 5.  | River Song                              | 3:40 |
| 6.  | Banquet on the Water                    | 4:28 |
| 7.  | Balloons                                | 5:28 |
| 8.  | Midsummer Night's Happening             | 4:08 |
| 9.  | Love in Ice Crystals                    | 3:00 |
| 10. | Changing Colours                        | 0:21 |
| 11. | Chameleon                               | 2:20 |
| 12. | Milk Bottle                             | 0:31 |
| 13. | Murder of the Children of San Francisco | 4:00 |
| 14. | Strangers (reprise)                     | 1:12 |

### CD változat
Az első lemez a tulajdonképpeni Children Of The Sun album, de a 14. és 15. szám az utolsó szám elé be lett toldva. A számok hossza sem felel meg pontosan az eredetinek. A Strangers első és utolsó változata a CD-n például ugyanaz, míg az eredetin különböző hosszúságúak.
A legtöbb esetben a dalszerzőhöz annyi van feltüntetve, hogy "Oldfield", vagy "Oldfield, Oldfield"). Néhány esetben azonban "M. Oldfield" olvasható, ami Mike Oldfield-et jelenti természetesen. Ez utóbbiak a következők: Balloons, Changing Colours, Chameleon és a The Murder Of The Children Of San Francisco.
| 1.  | Strangers                               | 1:14 |
| 2.  | Lady Mary                               | 3:45 |
| 3.  | Children of the Sun                     | 5:04 |
| 4.  | A Lover for All Seasons                 | 3:43 |
| 5.  | River Song                              | 3:42 |
| 6.  | Banquet on the Water                    | 4:47 |
| 7.  | Balloons                                | 5:30 |
| 8.  | Midsummer Night's Happening             | 4:08 |
| 9.  | Love in Ice Crystals                    | 3:07 |
| 10. | Changing Colours                        | 0:26 |
| 11. | Chameleon                               | 2:25 |
| 12. | Milk Bottle                             | 0:34 |
| 13. | Murder of the Children of San Francisco | 4:03 |
| 14. | Twilight Song                           | 1:18 |
| 15. | Song Of The Healer                      | 3:03 |
| 16. | Strangers (reprise)                     | 1:15 |

Az első szám a Chilren Of The Sun albumról való, rövidített változat. A következő három track Mike Oldfield korai gitárkompozíciója (az albumon improvizációként van feltüntetve). Az utolsó két szám az 1969-ben megjelent The Sallyangie kislemez tartalma. (A lemezen Sally Oldfield-nek van tulajdonítva, 1970-ből.)
| 1. | Children of the Sun (intro nélkül) | 4:10 |
| 2. | Mrs Moon And The Thatched Soup     | 6:18 |
| 3. | Branches                           | 6:54 |
| 4. | A Sad Song For Rosie               | 2:14 |
| 5. | Colour Of The World                | 2:31 |
| 6. | Two Ships                          | 3:17 |

## Közreműködtek

### Zenészek
- Sally Oldfield: ének, gitár
- Mike Oldfield: gitár, ének
- Terry Cox: ütőhangszerek
- Ray Warleigh: fuvola
- David Palmer: karmester ("Lady Mary", "Midsummer Night's Happening") (A vezényelt együttes: két hegedű, egy-egy brácsa, cselló és csembaló)

### Produkció
- Kiadó: Transatlantic Records
- Felvétel: 1968, London, Sound Techniques Studio
- Hangmérnök: Ron Pender
- Producer: Nathan Joseph
- Borítókép: Brian Shuel

## Érdekességek
- A CD kiadás extrái között található Branches szám, Mike Oldfield korai gitárjátéka több olyan részletet is tartalmaz, mely később az 1990-es Amarok című albumán bukkan fel. Érezhetően még a technikán kellett csiszolni, de a dallam már a '60-as évek végén megszületett. A Branches 0:42 – 1:40 része felbukkan például az Amarok-on a 13:17-től kezdve ("Didlybom") (aztán még többször is). A Branches 3:23 – 4:07 része pedig például az Amarok 15:00-jánál jelentkezik ("Mad bit").
- A CD kiadás extrái között található Sad Song For Rosie dal az Ommadawn egyik témájának nagyon korai állapota. Ezt az Ommadawn második részében, körülbelül 7:18 időponttól kezdődően hallhatjuk.